# یواس‌اس مانتگامری (۱۷۷۶)
یواس‌اس مانتگامری (۱۷۷۶) (به انگلیسی: USS Montgomery (1776)) یک کشتی بود. این کشتی در سال ۱۷۷۶ ساخته شد.